# Enotska hiperbola
Enotska hiperbola je v geometriji množica točk v kartezičnem koordinatnem sistemu, ki zadoščajo enačbi {\displaystyle x^{2}-y^{2}=1\,} (enotska lastnica pa je določena z {\displaystyle x^{2}+y^{2}=1\,}). Enotska krožnica je posebni primer enotske hiperbole. Asimptote enotske hiperbole se sekajo pod pravim kotom.  

## Parametrična oblika
Enotsko hiperbolo lahko opišemo na običajni način v parametrični obliki
{\displaystyle x=\cosh \ t}
{\displaystyle y=\sinh \ t}
Parameter {\displaystyle t\,} je argument v hiperboličnih funkcijah.
Podobno je določena enotska krožnica
{\displaystyle x=\cos \ t\,}
{\displaystyle y=\sin \ t\,}.